# Gianluca Moi
Gianluca Moi, né le 26 janvier 1982 à Cagliari en Sardaigne,, est un coureur cycliste italien.

## Biographie
Bon rouleur, Gianluca Moi a notamment remporté le Chrono des Nations espoirs en 2002 et le championnat d'Italie du contre-la-montre espoirs en 2003. Il s'est également imposé sur le en 2005. Malgré ses performances, il n'est jamais passé professionnel. 

## Palmarès

### Par année
- 2002
  - Chrono des Nations espoirs
  - Trofeo Paolin Fornero
  - Coppa d'Inverno
  - 2e du Gran Premio Madonna delle Grazie
  - 3e de Casalincontrada-Block Haus
- 2003
  -  Champion d'Italie du contre-la-montre espoirs
- 2004
  - Coppa Comune di Livraga
- 2005
  - Giro delle Valli Aretine
  - 3e du Mémorial Angelo Fumagalli
- 2006
  - 2e de La Ciociarissima

### Classements mondiaux
| Année           | 2005 |
| --------------- | ---- |
| UCI Europe Tour | 431e |